# Clacy-et-Thierret
Clacy-et-Thierret – miejscowość i gmina we Francji, w regionie Hauts-de-France, w departamencie Aisne.
Według danych na styczeń 2014 roku gminę zamieszkiwały 344 osoby, a gęstość zaludnienia wynosiła 81,5 osób/km².